# 曇摩耶舍
曇摩耶舍（漢譯：法明，IAST：Dharma-yaśas），罽賓人。擅長背誦《毘婆沙律》，人們都稱他為「大毗婆沙」。

## 弘法經歷
曇摩耶舍年輕好學，十四歲多，即受到佛教大師弗若多羅的賞識。成年後，才幹非凡，為人風雅而智慧超人，廣讀佛教經、律，悟性超群，專於四禪八定、七覺支。時人將他與浮頭婆馱相比。
耶舍以前曾在樹下自責將近30歲，仍未證果，於是累日不寢不食，精進用功，以悔先罪。有日，夢見博叉天王傳言：「沙門當四處弘法，而非獨善其身。道果有賴因緣俱足，非份強求，只會死而無證。」耶舍醒後，就開始遊化各國，四處弘法。
在東晉隆安年間，曇摩耶舍來到廣州，住在白沙寺。時有清信女張普明諮受佛法，耶舍為說佛生緣起，并為譯出《差摩經》一卷。
東晉義熙年間，曇摩耶舍來到長安，當時後秦姚興僭越為王，本人卻崇敬佛法。當耶舍來到長安後，姚興對他殷勤接待。正好此時天竺僧人曇摩掘多也來到關中，與耶舍志趣相投，二人共同翻譯了《舍利弗阿毗曇論》，譯經工作從後秦弘始九年（公元407年）到弘始十六年（公元414年）才全部完成，譯成全書22卷。該書由後秦太子姚泓親閱、僧人道標作序。
其後，曇摩耶舍南游江陵，住在辛寺，大力弘揚禪法，有三百多名僧人，前來向他問學。當時的人們都認為曇摩耶舍已證到了聖人的果位。
南朝宋元嘉年間（公元424年一453年），耶舍回到西域，此後的情況，便不為人們知。

## 門人弟子
曇摩耶舍有弟子，名叫法度，精通梵語和漢語，經常幫助曇摩耶舍翻譯。法度是竺婆勒的兒子，竺婆勒在廣州住過很長時間，並且在中國各地做生意。法度出生於竺婆勒去南康的途中，因此取名南康，長大後改名金迦，直到出家後，取法名喚作法度。
法度不讀誦大乘經典，只學聲聞經論。專禮釋迦牟尼，而不認為有十方佛。吃齋用飯，都只用一個銅鉢取食。法度還令女尼們在要舉行懺悔的日子裡，相向而對，伏在地上。南朝宋已經過世的丹陽尹顏峻的女兒法弘尼、交州刺史張牧的女兒普明尼，都曾隨著法度受法。現在京城的宣業、弘光及中國的眾多女尼都受到法度遺風的影響。

## 譯經貢獻
- 《舍利弗阿毘曇論》